# Leonor Antón
Leonor Pérez García, conhecida como Leonor Antón (Cartagena, 25 de maio de 1986) é uma escritora, novelista, poeta e artista multidisciplinar espanhola.
Combinando e alternando entre diferentes meios e técnicas, Leonor Antón realiza obras, tanto editadas em papel como em formato multimédia. É reconhecida por introduzir elementos distintos nas suas obras, como a musicalidade.

## Biografia
Nascida a 25 de maio de 1986 em Cartagena, Espanha, é a mais nova de quatro irmãs. Aos nove anos escreveu a sua primeira novela curta, não publicada, sob o título Las higueras (As Figueiras), onde relatava um submundo imaginário de uma menina diante da sombra de duas figueiras no seu quintal. Aos doze anos, recebeu o seu primeiro prêmio, Jovens Talentos de Relato Curto, organizado pela marca internacional Coca-Cola. Na sua adolescência acumulou extensos diários e aos 19 anos publicou online um diário público e ilustrado com fotografias e relatos da sua vida no site Fotolog.
Em 2012, publicou a sua primeira novela, entitulada Anécdotas de una mujer en obras, pela Editorial Círculo Rojo, sendo no mesmo ano convidada a participar na mesa redonda "Criadoras de palabras" no L'Escorxador CCC de Elche, juntamente com outras quatro autoras, incluindo a poeta Alicia García Nuñez, com a qual se iniciaria mais tarde na performance artística. Após a publicação da sua primeira obra, participou como jurada no I Concurso de Microrrelatos LGTBI "Afectividad e sexualidad diversa", organizado pela Associação Diversidade Alicante em janeiro de 2013.
Enquanto trabalhava na sua segunda novela de género histórico e psicológico, ¿Te apetece salir?, cuja narrativa decorria na cidade de Paris de 1969, tirou um ano sabático voluntário de introspecção, viajando até Santiago de Chile. Durante esse período, retomou a escrita da obra, relatou as suas experiências no blog La mujer más alta de Valdivia e, ao mesmo tempo, confeccionou o seu terceiro manuscrito, La musa, uma obra que combina poesia, relatos e ilustração, realizada durante três semanas após um encontro com um xamã em Cajón del Maipo. La musa contém passagens autobiográficas das suas vivências, na forma de um alter ego com o nome de Sofía, aproximando-se do leitor como monologuista. 
Regressada a Espanha, recitou poemas em eventos de declamação de poesia, viajou e apresentou os seus livros por várias cidades espanholas. Em Barcelona, desenvolveu, com Alicia Garcia Nunez, uma performance onde Leonor Antón se desnudava e era pintada em todo o corpo pelo artista Luaisoh, existindo ao seu lado uma mesa com diferentes utensílios que podiam ser escolhidos livremente pelo público para interagir e actuar sobre o corpo da artista da maneira que estes desejassem, enquanto Alicia García recitava poemas e, ao mesmo tempo, era tatuada.
Em março de 2015, Leonor Antón foi galardoada com o I Prêmio Círculo Rojo pela obra La musa. Nesse mesmo mês, viajou até Segóvia para participar num encontro de poetas durante o Dia Internacional da Poesia. Desse encontro, criou o poema Llanquihue, sendo posteriormente recolhido e publicado numa antologia poética juntamente com as obras de vários autores presentes durante o acto formal em Segóvia. Em junho do mesmo ano, o seu poema Obscena foi publicado nas antologias Poesia erótica e Pluma, tinta e papel. Durante o verão de 2015, lançou o seu primeiro audiolivro gratuito no Youtube, com o título de Caderno de verano.
Entre o 2015 e o 2016, Leonor Antón fixou-se na cidade de Madrid e criou no seu canal do Youtube uma secção somente dedicada à videopoesia, estreando-se no género com a peça Collage poético, inspirada pelo autor e mentor José Ignacio Montoto e a sua obra La cuerda rota. Durante esse período, participou ainda no Festival de Poesia Cosmopoética de Córdoba e um mês depois no Festival de Videopoesía Videobardo de Argentina com o seu videopoema Pangea. 
A sua novela Aqui paren hasta los machos venceu o IV Concurso Gandaya, no entanto Leonor Antón recusou aceitar o dito galardão, jurando nunca mais voltar a publicar as suas obras com qualquer editora, após a sua experiência com a publicação da antologia poética El final de los vasos na Editorial Lapsus Calami. A obra La última virgen jurada, um trabalho poético de investigação, escrito na primeira pessoa, sobre uma virgem juramentada da Albânia, não foi publicada, devido ao incumprimento de contrato produzido por parte da editorial. Após a polémica, Leonor Antón disponibilizou a sua obra completa de forma gratuita no seu site oficial, passando a trabalhar também como redactora na revista cultural Intropia e a gravar audiopoemas, que partilhava nas suas redes sociais. Fruto dessas experiências, criou o projecto Poesia Necesaria que combinava poemas recitados ao vivo, muitos de Federico Garcia Lorca ou Gabriel Celaya, com a música de Iago Fuentefría, Manuel de Moya e Aitor Flamingos, entre outros.
No final de 2017, após dois anos a trabalhar sem uma editora, assinou contracto com Mueve tu lengua a fim de publicar um poemário (colectânea de poemas) criado por uma sucessão de audios compartilhados na rede social Instagram, sob o título de Olvido, seguindo-se a tour literária Cordones negros ao lado do músico Iago Fuentefría. Durante os meses de preparação da tour e o lançamento da sua obra, escreveu um outro poemário, Hoy, publicado em abril de 2017 na plataforma Kindle para a Amazon.
Em 2019, publicou o caderno de poesia El idioma de los árboles, uma série de notas poéticas redigidas durante a temporada que viveu no Caminho de Santiago, e também a edição limitada de Amagüestu, um livreto que narra a sua chegada às Astúrias, onde fixou nova residência depois de ter deixado Madrid.
Em 2020 publicou a novela curta Espíritus, que encabeçaria o primeiro volume de uma trilogía onde escreveria episódios de sua vida sob a perspectiva dos espíritos, da arte e do pensamento. No mesmo ano, publicou, acompanhada por Sandra de la Cruz como ilustradora, o livro Manifesto: antes de morir com a editora Olé Libros.

## Obras publicadas
- Antón, Leonor (2012). Anécdotas de una mujer en obras. [S.l.: s.n.]
- Antón, Leonor (2013). ¿Te apetece salir?
- Antón, Leonor (2014). El verano del amor, el verano del...
- Antón, Leonor (2015). La musa
- Antón, Leonor (2015). Cuaderno de verano[11]
- Antón, Leonor (2015). La última virgen jurada[12]
- Antón, Leonor (2016). A Santa Cuna
- Antón, Leonor (2016). Las gafas del cristal rojo
- Antón, Leonor (2016). La niña Todo
- Antón, Leonor (2016). Aquí paren hasta los machos[13]
- Antón, Leonor (2016). El final de los vasos
- Antón, Leonor (2017). Espantapájaros
- Antón, Leonor (2018). Olvido[14]
- Antón, Leonor (2018). Hoy[15]
- Antón, Leonor (2019). El idioma de los árboles[16]
- Antón, Leonor (2019). Amagüestu[17]
- Antón, Leonor (2020). Espíritus[18]
- Antón, Leonor (2020). Manifiesto: antes de morir[19]
- Antón, Leonor (2020). Perravieja[20]
- Antón, Leonor (2021). La vida en la pluma del ala de un cóndor [21]

## Links externos
- Lugar webscritoras espanholas pr Antónoeta poeta espanhola
- Leonor Antón em Instagram
- Leonor Antón em Youtube

## Lista de Referências
1. ↑  pilarmartinez (28 de junho de 2020). «Bienvenidos al bosque de Leonor Antón». Culturamas (em espanhol). Consultado em 15 de julho de 2024
2. ↑  Martínez, Rosa (9 de fevereiro de 2018). «Leonor Antón: «Quería ser arte»». La Verdad (em espanhol). Consultado em 15 de julho de 2024
3. ↑  «Anécdotas de una mujer en obras de Leonor Antón | Letras en vena». letrasenvena.com. Consultado em 15 de julho de 2024
4. ↑  «Leonor Antón - Editorial Círculo Rojo» (em espanhol). Consultado em 15 de julho de 2024
5. ↑  «Leonor Anton - Biografía y mejores libros». La Vanguardia (em espanhol). 2 de dezembro de 2022. Consultado em 15 de julho de 2024
6. ↑  Martínez, D. (15 de março de 2015). «Diario de Almería». Diario de Almería (em espanhol). Consultado em 15 de julho de 2024
7. ↑  Álvaro, Carlos (17 de março de 2015). «Segovia, rincón de poetas». El Norte de Castilla (em espanhol). Consultado em 15 de julho de 2024
8. ↑  «El vano mundo de Leonor Antón | Letras en vena». letrasenvena.com. Consultado em 15 de julho de 2024
9. ↑  «Libros de Leonor Antón en Librería Cervantes». www.cervantes.com. Consultado em 15 de julho de 2024
10. ↑  «Una editorial valenciana se sitúa a la cabeza de las firmas independientes españolas». Diario ABC (em espanhol). 14 de abril de 2021. Consultado em 15 de julho de 2024
11. ↑  Antón, Leonor (30 de abril de 2017). Cuaderno de Verano (em espanhol). [S.l.]: Independently Published
12. ↑  Antón, Leonor (20 de abril de 2017). La última Virgen Jurada (em espanhol). [S.l.]: Independently Published
13. ↑  Antón, Leonor (10 de abril de 2017). Aquí Paren Hasta Los Machos (em espanhol). [S.l.]: Independently Published
14. ↑  Antón, Leonor (2018). Olvido (em espanhol). [S.l.]: MueveTuLengua
15. ↑  Antón, Leonor (24 de março de 2018). Hoy (em espanhol). [S.l.]: Independently Published
16. ↑  Antón, Leonor (18 de novembro de 2019). El Idioma de Los árboles: Cuaderno de Poesía (em espanhol). [S.l.]: Independently Published
17. ↑  Antón, Leonor (3 de dezembro de 2019). Amagüestu: Edición Limitada (em espanhol). [S.l.]: Independently Published
18. ↑  Antón, Leonor (17 de fevereiro de 2020). Espíritus: I - Trilogía Negra (em espanhol). [S.l.]: Independently Published
19. ↑  Antón, Leonor (maio de 2020). Manifiesto : antes de morir (em espanhol). [S.l.]: Olelibros.com
20. ↑  Antón, Leonor (2020). Perravieja (em espanhol). [S.l.]: Olelibros.com
21. ↑  Antón, Leonor (2021). La vida en la pluma del ala de un cóndor (em espanhol). [S.l.]: Olelibros.com